# Franz Zingerle
Pour les articles homonymes, voir Zingerle.
Franz Zingerle, né le 11 décembre 1908 à Axams et mort le 12 juin 1988, est un ancien skieur alpin autrichien.

## Palmarès

### Championnats du monde
| Épreuve / Édition               | Descente | Slalom  | Combiné |
| ------------------------------- | -------- | ------- | ------- |
| Mondiaux 1932 Cortina d'Ampezzo | 14e      | 6e      | 11e     |
| Mondiaux 1933 Innsbruck         | 7e       | Abandon | —       |
| Mondiaux 1935 Mürren            | Or       | Abandon | —       |
| Mondiaux 1936 Innsbruck         | Abandon  | —       | —       |
| Mondiaux 1937 Chamonix          | 19e      | 13e     | 16e     |

## Arlberg-Kandahar
- Vainqueur du slalom 1932 à Sankt Anton